# Michael Young (baloncestista)
Michael Wayne Young (Houston, Texas, 2 de enero de 1961) es un exjugador de baloncesto estadounidense que disputó dos temporadas en la NBA, además de jugar en la CBA, la liga italiana, la Liga ACB y la liga francesa. Con 2,00 metros de estatura, jugaba en la posición de alero. En la actualidad es el director de Operaciones de Baloncesto de la Universidad de Houston, su alma mater. Es el padre del también jugador profesional Joseph Young.

## Trayectoria deportiva

### Universidad

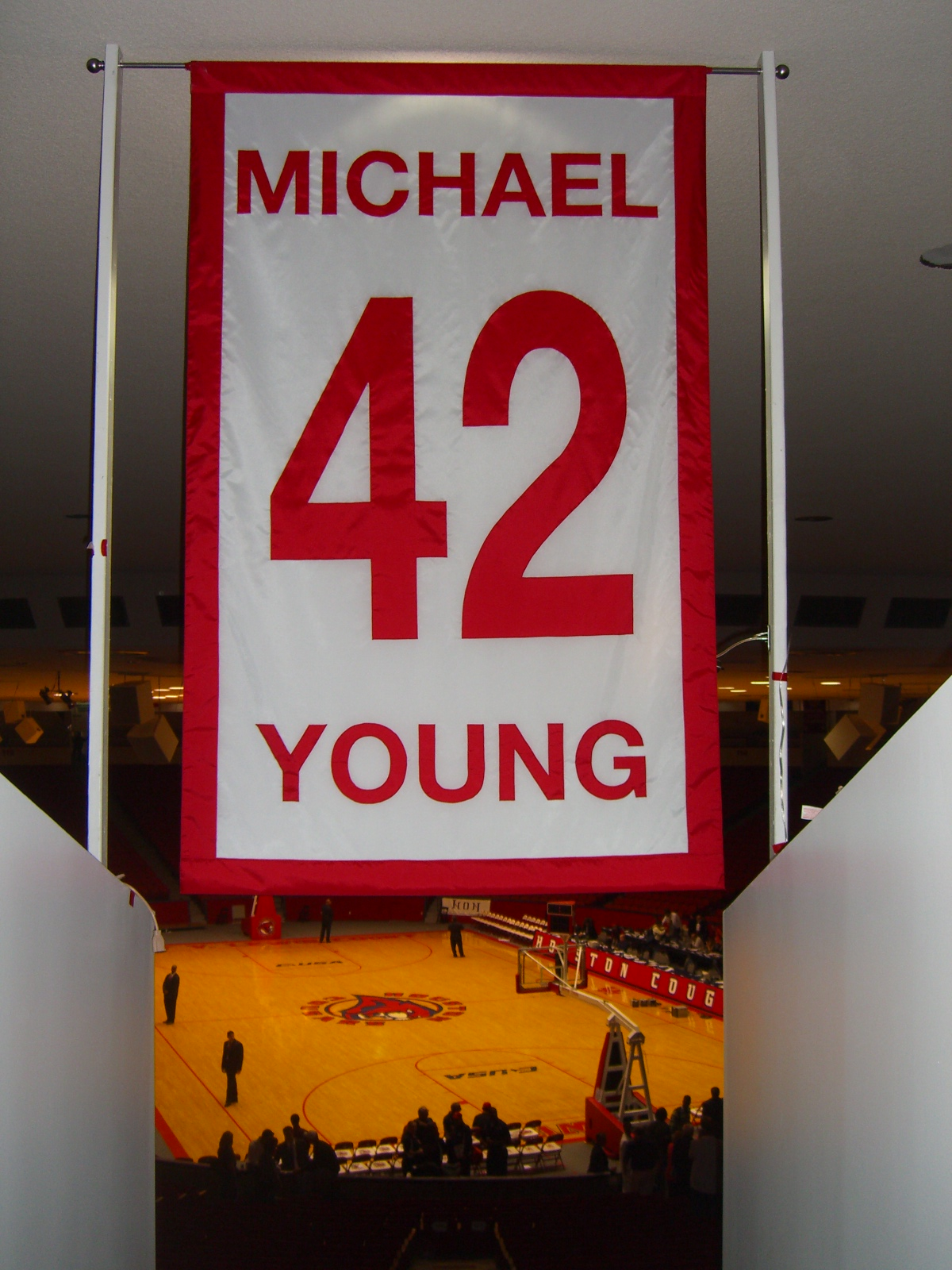
Camiseta de Young, retirada en 2007.

Jugó durante cuatro temporadas con los Cougars de la Universidad de Houston, en las que promedió 15,2 puntos y 5,9 rebotes por partido. Llegó a la Final de la NCAA en dos ocasiones, en 1983, perdiendo ante North Carolina y en 1984, en la que perdieron ante Georgetown. Es el único Cougar en toda la historia que ha sido titular en 4 torneos consecutivos de la NCAA, y fue elegido en su último año de carrera en el mejor quinteto de la Southwest Conference, además de ser incluido en el tercer equipo All American. Su camiseta fue retirada por su universidad en 2007 como homenaje.

### Profesional
Fue elegido en la vigésimo cuarta posición del Draft de la NBA de 1984 por Boston Celtics, con quienes no llegó a firmar contrato, fichando por Phoenix Suns como agente libre, donde no tuvo tampoco suerte, jugando sólo 2 partidos en los que anotó 4 puntos. Al año siguiente fichó por Philadelphia 76ers, pero tampoco pudo jugar más de dos partidos. Tras quedarse de nuevo sin equipo, aceptó ir a jugar a los Detroit Spirits de la CBA, donde promedió 26,8 puntos por partido.
Tras dos intentos fallidos de volver a la NBA, decidió ir a jugar a la Liga ACB, en concreto al Forum Filatélico de Valladolid, donde jugó dos temporadas, en las que promedió 23,5 puntos y 4,8 rebotes por partido. De allí se fue a la liga italiana, al Fantoni Udine, donde jugó una temporada antes de regresar a la NBA firmando como agente libre por Los Angeles Clippers en la temporada 1989-90. Allí pudo disputar al fin una temporada completa, en la que promedió 4,9 puntos y 1,9 rebotes por partido.
Tras un breve paso por los Sioux Falls Skyforce de la CBA, regresó a Italia, vistiendo durante dos temporadas la camiseta del Panasonic Reggio Calabria. Finalmente en 1992 fichó por el CSP Limoges de la liga francesa, donde obtuvo sus mayores éxitos, ganando en dos ocasiones la liga, y en 1993 la Euroliga.

## Estadísticas de su carrera en la NBA

### Temporada regular
| Temporada | Edad | Equipo               | Liga | P  | TIT | MIN | TC | TCA | %TC  | 3P | 3PA | %3P  | TL | TLA | %TL  | R.OF. | R.DEF. | REB | ASIS | ROB | TAP | PER | FP | PTS |
| 1984-85   | 24   | Phoenix Suns         | NBA  | 2  | 0   | 11  | 2  | 6   | .333 | 0  | 1   | .000 | 0  | 0   |      | 1     | 1      | 2   | 0    | 0   | 0   | 0   | 0  | 4   |
| 1985-86   | 25   | Philadelphia 76ers   | NBA  | 2  | 0   | 2   | 0  | 2   | .000 | 0  | 0   |      | 0  | 0   |      | 0     | 0      | 0   | 0    | 0   | 0   | 0   | 0  | 0   |
| 1989-90   | 29   | Los Angeles Clippers | NBA  | 45 | 2   | 459 | 92 | 194 | .474 | 8  | 26  | .308 | 27 | 38  | .711 | 36    | 50     | 86  | 24   | 25  | 3   | 15  | 47 | 219 |
| Total     |      |                      | NBA  | 49 | 2   | 472 | 94 | 202 | .465 | 8  | 27  | .296 | 27 | 38  | .711 | 37    | 51     | 88  | 24   | 25  | 3   | 15  | 47 | 223 |

### Playoffs
| Temporada | Edad | Equipo             | Liga | P | MIN | TCA | TC | 3PA | 3P | TLA | TL | R.OF. | REB | ASIS | ROB | TAP | PER | FP | PTS | %TC  | %3P | %FT | MIN | PTS | REB | AST |
| 1985-86   | 25   | Philadelphia 76ers | NBA  | 3 | 3   | 1   | 4  | 0   | 0  | 0   | 0  | 1     | 1   | 0    | 0   | 0   | 0   | 0  | 2   | .250 |     |     | 1.0 | 0.7 | 0.3 | 0.0 |
| Total     |      |                    | NBA  | 3 | 3   | 1   | 4  | 0   | 0  | 0   | 0  | 1     | 1   | 0    | 0   | 0   | 0   | 0  | 2   | .250 |     |     | 1.0 | 0.7 | 0.3 | 0.0 |